# توماس بربري
توماس بربري (27 أغسطس 1835- 4 أبريل 1926) تاجر ملابس إنجليزي ومؤسس سلسلة بربري الدولية إحدى أكبر شركات الملابس ذات العلامات التجارية البريطانية. وهو معروف أيضًا باسم مخترع قماش غبردين.في إنجلترا عام 1879، أرادت بربري إنشاء مزيج نسيج متعدد الاستخدامات يتحمل الكثير من التآكل والتلف.

## روابط خارجية
- توماس بربري في موقع دليل عارضات الأزياء